# Apalone mutica
La tartaruga dal guscio molle liscia (Apalone mutica Lesueur, 1827) è una tartaruga della famiglia dei Trionichidi che vive nel bacino idrografico del fiume Mississippi, nonché in quello del fiume Ohio e del corso inferiore del fiume Allegheny.

## Tassonomia
Gli studiosi riconoscono due sottospecie di Apalone mutica:
- per altri autori è definita "una sottospecie della Apalone spinifera"
- A. m. mutica (Lesueur, 1827) - tartaruga dal guscio molle liscio dell'entroterra;
- A. m. calvata Webb, 1959 - tartaruga dal guscio molle liscio della Costa del Golfo.

## Descrizione
Questa tartaruga è solitamente di colore marrone o verde oliva e spesso è ricoperta da puntini o linee più scuri. È l'unico trionichide privo di creste ossee sulle narici. I maschi misurano tra gli 11.5 cm ai 26,6 cm; mentre le femmine dai 16.5 cm ai 35.6 cm.

## Biologia
La maturità sessuale media per le femmine è compresa tra i 7 e 9 anni, mentre per il maschio, superati i 4 anni. Tra maggio e luglio la femmina depone 3-28 uova in terreni sabbiosi situati a circa 100 m di distanza dall'acqua.
La durata della vita di questa specie non è registrata. Gli individui in cattività hanno vissuto più di 11 anni e si ritiene che siano in grado di vivere per 20 anni.
Molto simile alla Apalone spinifera, la Apalone mutica condivide gran parte del proprio areale con la tartaruga dal guscio molle spinosa (Apalone spinifera).